# Epilobium winkleri
Epilobium winkleri là một loài thực vật có hoa trong họ Anh thảo chiều. Loài này được A.Kern. mô tả khoa học đầu tiên năm 1876.